# 28-й Вирджинский пехотный полк
28-й Вирджинский пехотный полк (англ. The 28th Virginia Volunteer Infantry Regiment) — пехотный полк, набранный в штате Вирджиния для армии Конфедерации во время Гражданской войны в США. Он сражался почти исключительно в составе Северовирджинской армии и участвовал в «атаке Пикетта» под Геттисбергом.
28-й Вирджинский был сформирован в Линчберге в июне 1861 года. Его роты были набраны в округах Ботетур, Крэиг, Бедфорд, Кэмпбелл и Роанок. Первым командиром полка стал Роберт Престон. Первое время полк смогли вооружить только старыми кремнёвыми мушкетами.

## Боевой путь
Полк принял участие в первом сражении при Булл-Ран, где состоял в бригаде Филипа Кока. Весной 1862 года командиром полка стал выпускник вирджинского военного института, полковник Роберт Эллен. Полк был включён в бригаду Джорджа Пикетта и принимал участие в боях при Йорктауне и Уильямсберге (где выбыло 40 человек), отступал к Ричмонду и участвовал в сражении при Севен-Пайнс, где потерял 47 человек. В ходе последующей Семидневной битвы был задействован в боях при Гэинс-Милл и Глендейле. В ходе Северовирджинской кампании командование бригадой временно принял Эппа Хантон, и под его руководством бригада участвовала во втором сражении при Бул-Ране, потеряв 12 человек убитыми и 52 ранеными. После этого бригаду передали Ричарду Гарнетту, который командовал ею во время Мерилендской кампании и сражения при Энтитеме. В ходе этой кампании было потеряно 8 человек убитыми и 54 ранеными.